# 小行星7135
小行星7135（英語：7135）是一颗围绕太阳公转的小行星。1993年11月5日，清水義定、浦田武在那智胜浦町发现了此天体。
这颗小行星的绝对星等为178.34815等。